# Chionaema coccinea
Chionaema coccinea là một loài bướm đêm thuộc phân họ Arctiinae, họ Erebidae.